# رینان گارسیا
رینان گارسیا (به پرتغالی: Renan Fernandes Garcia) هافبک اهل برزیل است که در شهر Batatais و در تاریخ ۱۹ ژوئن ۱۹۸۶ به دنیا آمده‌است.
رینان گارسیا در تیم‌های فوتبال اتلتیکو مینیرو سابقهٔ حضور دارد.